# Trichuris
Trichuris – rodzaj nicieni z rodziny Trichuridae.
Przedstawiciele:
- Trichuris trichiura - włosogłówka
- Trichuris vulpis